# KZ1

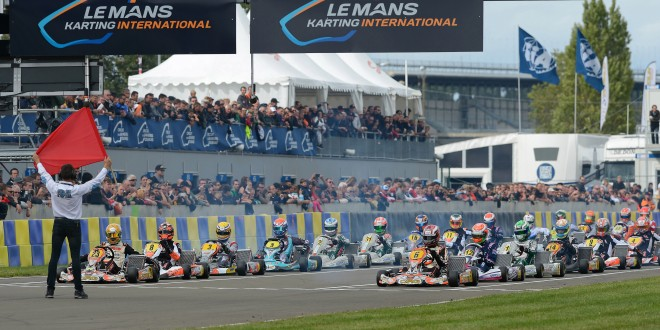
KZ1-racestart - VM 2015 i Le Mans, Frankrike.

KZ1 (KZ) är en av CIK-FIA sanktionerad internationell tävlingsklass inom karting som körs med 125 cc vattenkylda tvåtaktsmotorer som utvecklar ungefär 50 hästkrafter och som är utrustad med en 6-växlad växellåda. De tekniska regelverket är liknar KZ2 förutom att växellådan antingen kan vara manuell eller elektromekanisk. Även bromsarna i KZ1 är fritt. Både motorer och chassin måste vara godkända av CIK-FIA. Klassen är öppen för förare som är 15 år och uppåt. Minimivikten är 175 kg med förare. 
Klassen hette tidigare Formel C, namnet ändrades senare till Super ICC och därefter till KZ1 av CIK-FIA i januari 2007. Från och med 2013 kallas klassen KZ.
KZ1 körs som EM och VM, båda sanktionerade av CIK-FIA. Klassen körs även i WSK Super Master Series under 2016.